# کلیسای جامع سانتا ماریا دل فیوره

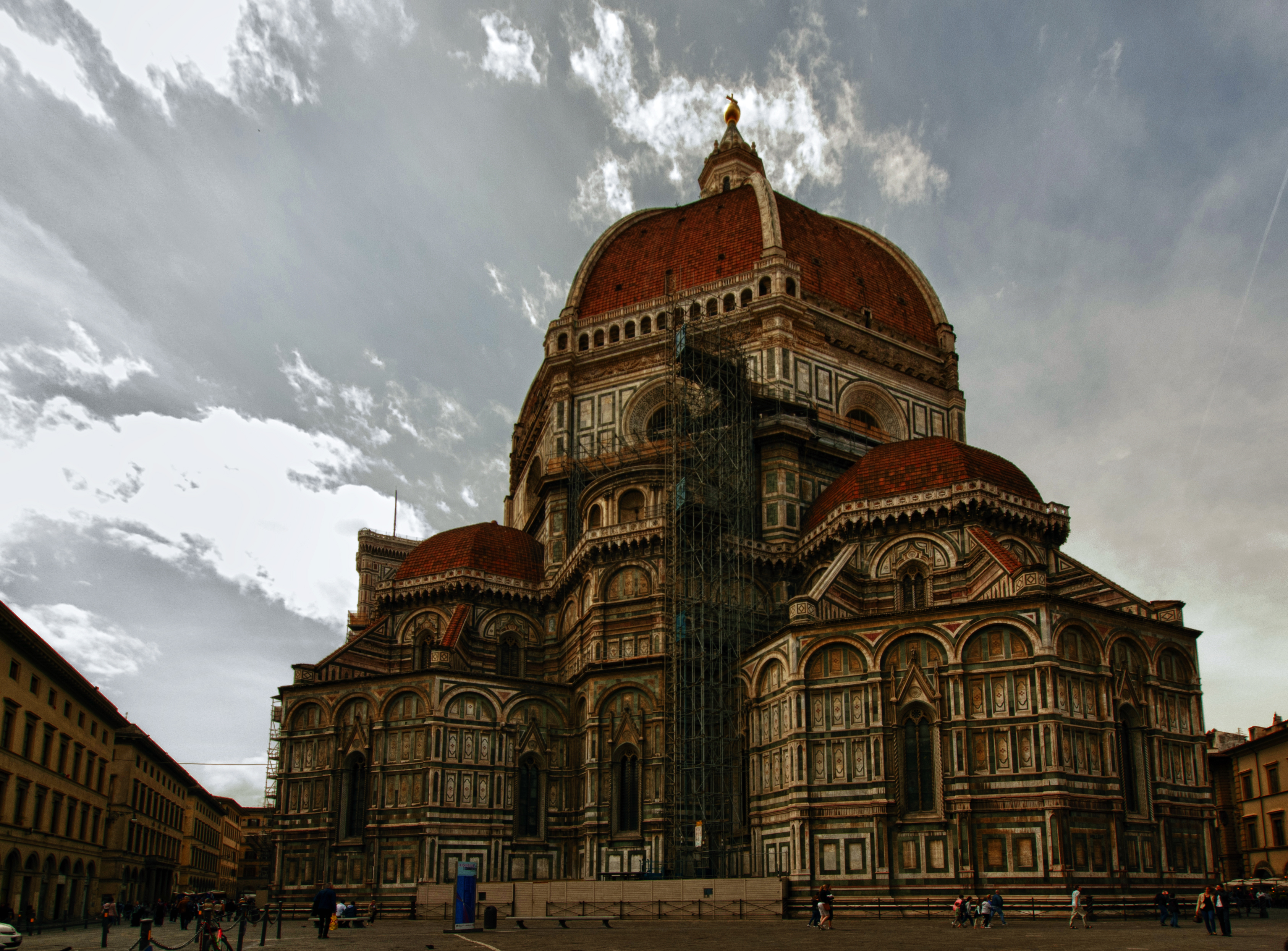

کلیسای جامع فلورانس (به انگلیسی: Basilica of Saint Mary of the Flower) کلیسای اصلی شهر فلورانس ایتالیا می‌باشد.
همان‌طور که به صورت متداول، اندومودی فیرنزه مورد خطاب می‌باشد، در سال ۱۲۹۶ میلادی براساس طراحی آرنولفو دی کامبیو به سبک معماری گوتیک شروع به ساخت کرد؛ و از لحاظ ساختمانی در سال ۱۴۳۶ با گنبدی به اتمام رسید که توسط فیلیپو برونلسکی مهندسی شده بود. خارج باسیلیکا با پنل‌های مرمرین پلیکروم در سایه روشن‌های متنوعی از سبز و صورتی مورد مواجهه بوده و بارنگ سفید دورکاری شده و دارای یک ظاهر گوتیک رودوال سده نوزدهمی استادانه توسط امیلیو دی فابریس می‌باشد.
مجتمع کلیسای جامع، که در پیزا دل دومو واقع شده، شامل تعمید گاه و برج کلیسای جوتو می‌باشد. سه ساختمان جز مکان میراث جهانی یونسکو می‌باشد که مرکز تاریخی فلورانس را پوشانیده و جاذبه اصلی برای توریست‌هایی است که منطقه توسکانی را بازدید می‌نمایند. باسیلیکا (کلیساهایی که سالن طولانی دارند) یکی از بزرگ‌ترین کلیساهای ایتالیا محسوب می‌شود، و تا پیشرفت مواد ساختمانی جدید در دوره مدرن، گنبد آن هنوز هم بزرگ‌ترین گنبد آجری ساخته شده در جهان می‌باشد.
کلیسای اصلی، کلیسای مادر مربوط به اقامت گاه پاپ اعظم کاتولیک رومی مربوط به فلورانس می‌باشد، که هم‌اکنون پاپ اعظم آن جوسپه بتور است.

## تاریخچه
کلیسای جامع فلورانس در مکان کلیسای اصلی قبلی ساخته شده که به سینت ریپاراتا اختصاص یافته بود. ساختار قدیمی، که در اوایل سده پنجم یافت می‌شد و داشتن خرابی‌های بسیار، با گذر زمان در حال فروریزی بود، همان‌طور که در سده ۱۴ نووا کرونیکا از جیوانی ویلانی گواهی داده، و دیگر برای خدمت به جمعیت در حال رشد شهر به اندازه کافی بزرگ نبود. دیگر شهرهای اصلی توسکان عهده‌دار ساخت‌های مجدد بلندپروازانه از کلیساهای اصلی خود در طول اواخر دوره میانی بودند. همان‌طور که از پیزا و بخصوص سیینا در مکانهایی که گسترش‌های ارائه شده بسیاری هیچ‌گاه کامل نشدند قابل مشاهده می‌باشد.

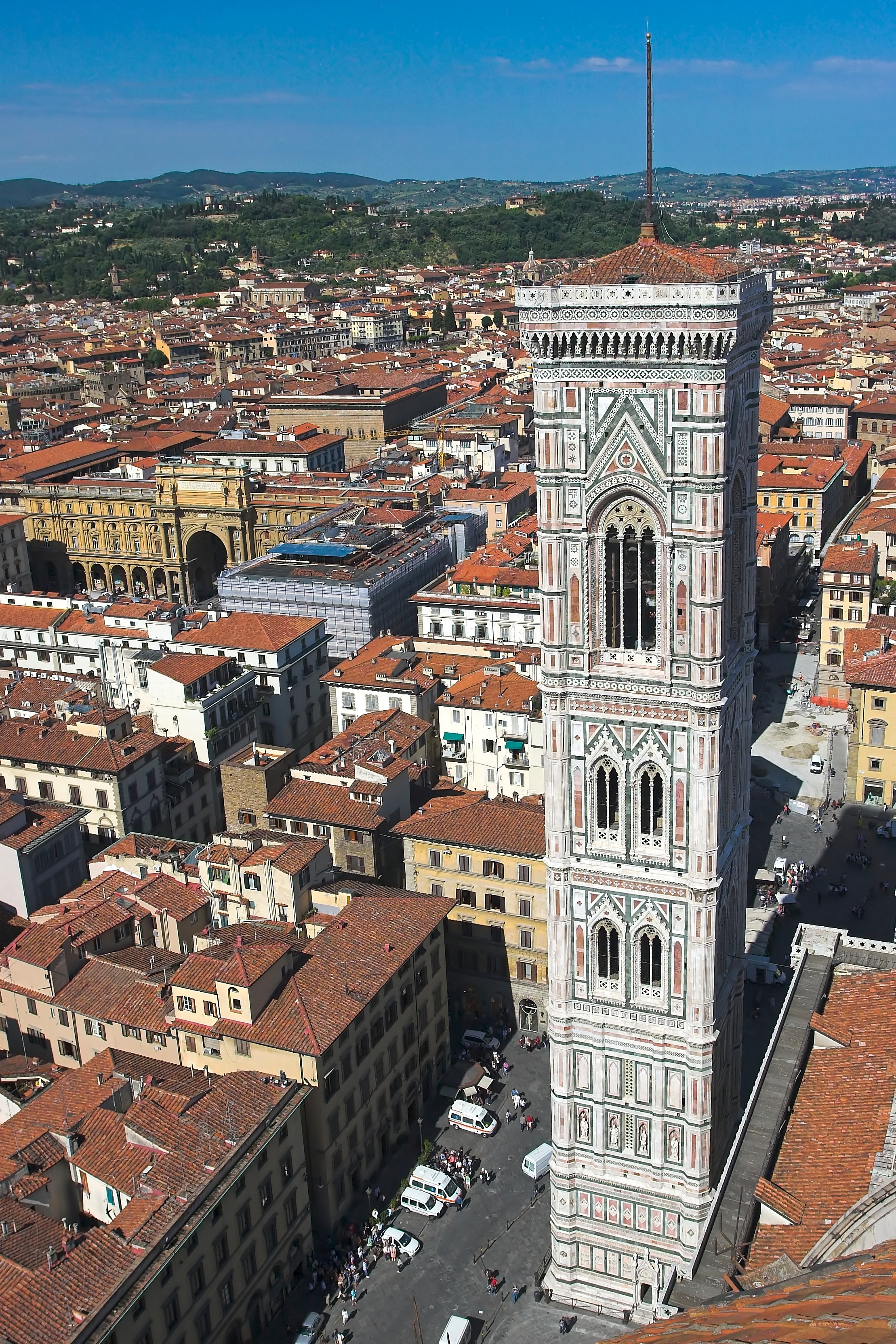
برج ناقوس گیوتو (campanile)

کلیسای جدید توسط آرنولفو دی کامبیو طراحی شده و توسط شورای شهر در ۱۲۹۴ مورد قبول قرار گرفت. آرنولفو دی کامبیو همچنان معمار کلیسای سانتا کروس و پالازو ویکیو بوده‌است. او سه شبستان وسیع را طراحی کرد که تحت یک گنبد هشت وجهی پایان می‌یافتند، با شبستان میانی که منطقه سانتا ریپاراتا را پوشش می‌داد. نخستین سنگ در ۹ سپتامبر، ۱۲۹۶، توسط کاردینال والرینا قرار یافت، نخستین نماینده تام‌الاختیار پاپ که به فلورانس فرستاده شده‌است. ساخت این پروژه عظیم ۱۴۰ سال به طول انجامید، تلاش‌های مشترک چندین نسل؛ طرح آرنفولد برای انتهای شرقی، اگرچه در مفهوم مورد محافظت قرار گرفت، به مقدار زیادی در اندازه گسترش یافت.

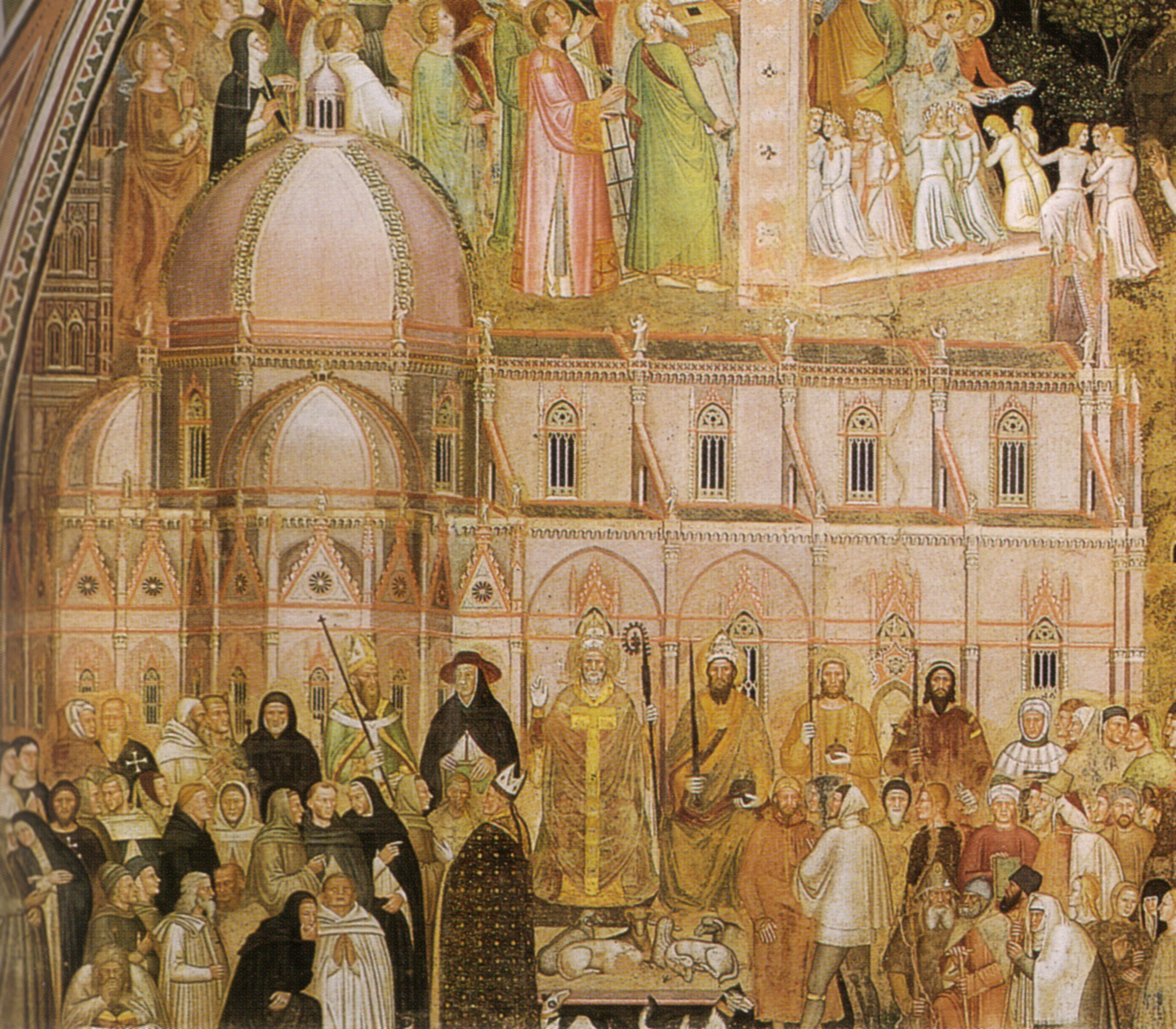
این طرح متناسب با تکمیل، در یک نقاشی دیواری توسط آندرا دی بنیوتو که در دهه ۱۳۶۰ نقاشی شده‌است، قبل از تکمیل قبه.

پس از اینکه آرنولفو در ۱۳۱۰ وفات یافت، کار روی کلیسای اصلی برای سی سال پیاپی کند شد. زمانی‌که بقایای سانتا زینوبیوس در ۱۳۳۰ در سانتا ریپاراتا یافت شد، پروژه محرک‌های جدیدی حاصل کرد. در ۱۳۳۱، آرته دلا لانا، صنف تجار پشم، کنترل حمایت انحصاری را برای ساخت کلیسای اصلی به دست گرفته و در ۱۳۳۴ جوتو را برای نظارت به کار گماشتند. جوتو درحالی که آندرا پیسانو به او کمک می‌کرد، به طراحی دی کامبیو ادامه داد. دستاورد اصلی او ساخت برج کلیسا بود. زمانی‌که جوتو در ۱۳۳۷ مرد، آندرا پیسانو ساخت را تا زمانی که کار دوباره به سبب طاعون در سال ۱۳۴۸ متوقف شود ادامه داد.
در ۱۳۴۹، کار روی کلیسای اصلی تحت نظارت مجموعه‌ای از معماران ادامه یافت، درحالیکه با فرانسیسکو تالنتی پایان می‌یافت، کسی که برج کلیسا را کامل کرده و پروژه کلی را برای کامل‌سازی محراب کلیسا و کلیساهای کوچک مجاور گسترش داد. در ۱۳۵۹ تالنتی توسط جیوانی دی لپو گینی (۱۳۶۰–۱۳۶۹) به موفقیت رسید، کسی که شبستان مرکزی را به چهار بخش مربعی تقسیم کرد. دیگر معماران آلبرتو آرنودی، جیوانی د آمبروجیو، نری دی فیوراوانته و آندرا اورکاگنا بودند. تا ۱۳۷۵، کلیسای قدیمی سانتا ریپاراتا تخریب شده بود. شبستان تا ۱۳۸۰ تکمیل شد، و تا ۱۴۱۸ قبه ناتمام باقی ماند.

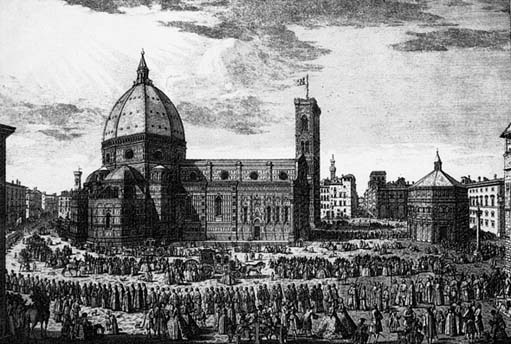
گردهم آیی خارج از کلیسای اصلی در طول سده ۱۸

در ۱۸ آگوست ۱۴۱۸، آرته دلا لانا تکمیل طراحی ساختاری را برای ساخت گنبد نری اعلام کرد. دو رقیب اصلی، دو طلا کار ماهر، لورنزو گیبرتی و فیلیپو برونلسکی بودند، دومی توسط کسیمو دی مدیچی مورد حمایت بود. گیبرتی برنده رقابت یک جفت در برونزی برای تعمیدگاه در ۱۴۰۱ بود و رقابت عمری میان این دو شدید باقی ماند. برونلسکی برد و کمیسیون را دریافت کرد.
گیبرتی، که توسط معاون گماشته شده بود، یک درآمد برابر با برونلسکی را دریافت می‌کرد، و اگر چه هیچ‌یک جایزه اعلام شده ۲۰۰ فلورین را دریافت نکردند، احتمالاً اعتبار یکسانی را کسب کردند، درحالیکه اکثر زمان خود را روی دیگر پروژه‌ها سپری می‌کردند. زمانی‌که برونلسکی مریض شد، یا وانمود به مریضی کرد، پروژه تقریباً در دستان گیبرتی بود. اما گیبرتی زود مجبور شد تأیید کند کل کار فرای توانایی او است. در سال ۱۴۲۳ برونلسکی به مسئولیت بازگشت و تمام مسئولیت را به عهده گرفت.
کار روی گنبد در ۱۴۲۰ آغاز شد و در ۱۴۳۶ پایان یافت. کلیسای جامع توسط پوپه ایوگینه چهارم در ۲۵ مارش، ۱۴۳۶ تقدیس شد، (نخستین روز از سال بر اساس تقویم فلورنتینه). این نخستین گنبد هشت وجهی در تاریخ بود که بدون قالب‌های حمایتی چوبی موقتی ساخته شد: رومان پانسیون، یک گنبد مدور، در ۱۱۷–۱۲۸ بعد از میلاد با ساختارهای حمایتی ساخته شد. این یکی از تحسین‌برانگیزترین پروژه‌های رنسانس بوده‌است. در طول خدمت تقدیس در ۱۴۳۶، سرود به حالت مشابهی منحصر گویلومه دوفی یعنی نوپر رساروم فلوریس انجام شد. ساختار این سرود به شدت تحت تأثیر از ساختار گنبد بود.

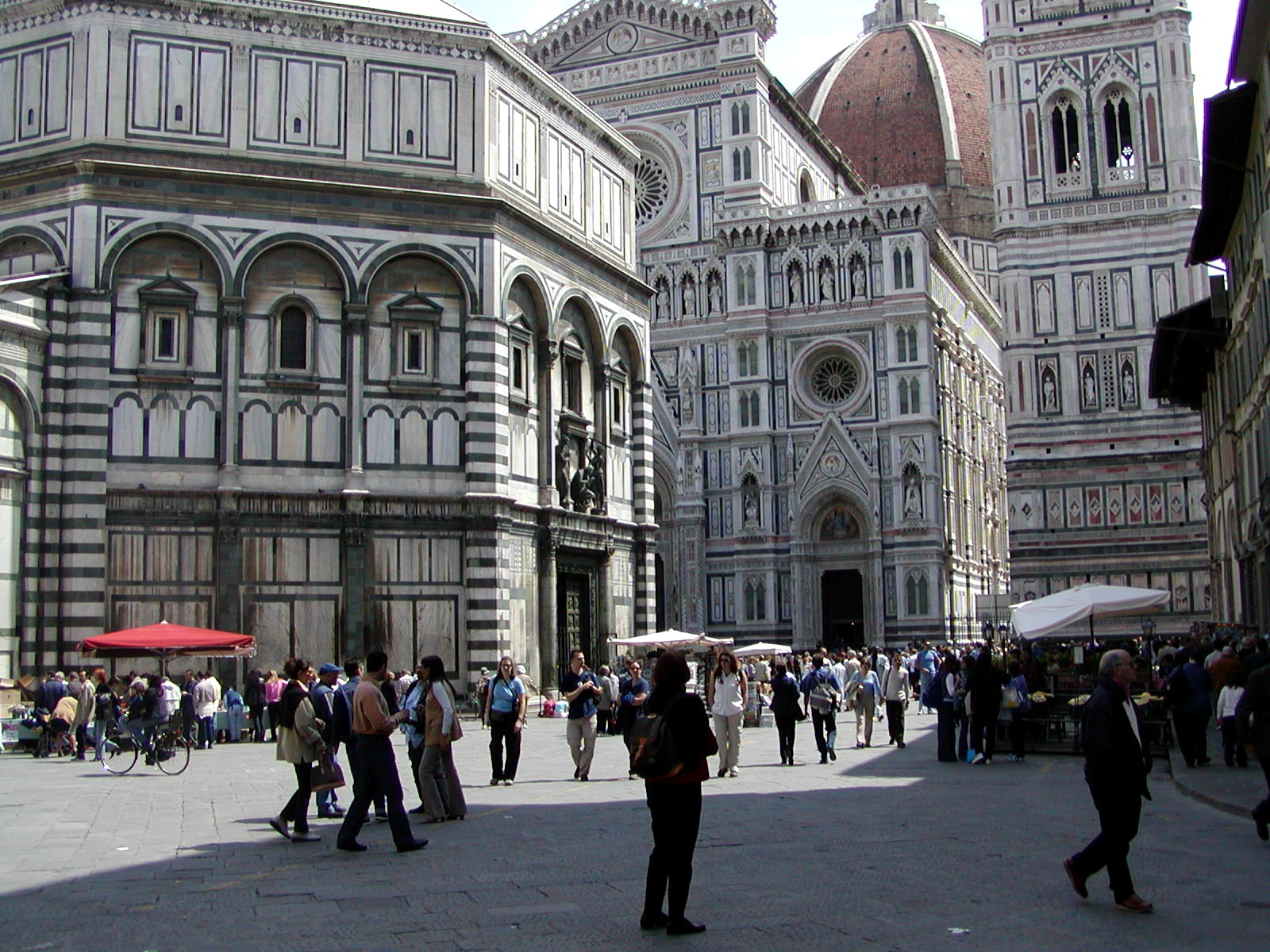
تعمیدگاه خیابان جان از پیزا دل دومو

دکوراسیون خارجی کلیسای اصلی، که در سده ۱۴ شروع شد، تا ۱۸۸۷ کامل نشد، درزمانیکه ظاهر مرمری پلیکرومی از طراحی امیلیو دی فابریس تکمیل شد. کف کلیسا با مرمر در سده ۱۶ کاشی کاری شد.
دیوارهای خارجی با نوارهای افقی و عمودی متناوب از مرمر پلیکرومی از کارارا (سفید)، پراتو (سبز)، سیینا (قرمز)، لاونزا و چندین مکان دیگر مورد استفاده قرارگرفت. این نوارهای مرمری باید نوارهای موجود روی دیگر دیوارها تعمید گاه مجاور باتیسترو دی سان جیوانی و برج ناقوس گیوتو را تکرار می‌کردند. دو در جانبی وجود داشت: دورز آف ده کلنو نیکی (جنب جنوبی) و دورز آف ده ماندورلا (جنب شمالی) با مجسمه‌هایی از داناتلو، نانی دی بانکو و جاکوپو دلا کویرکیا. شش پنجره جانبی، که برای تزئیات و نقش نگارهای ظریفشان مشهور بودند. توسط ستون‌های مستطیلی از یکدیگر جدا شده بودند. تنها چهار پنجره که نزدیک به جناح کلیسا بود به نور اجازه ورود می‌داد؛ دوتای دیگر کاملاً تزئینی بودند. پنجره‌های صومعه خانه گرد بودند، یک خصوصیت متداول در گوتیک ایتالیایی.
در طول تاریخ طولانی آن، این کلیسای اصلی جایگاه شواری فلورانس (۱۴۳۹) بوده، موعظه گیرولا مو ساو نارولا را شنیده و شاهد قتل جولیانو مدیچی در یکشنبه ۳۶ آوریل ۱۴۷۸ (با لورنزو دوم ما گنیفیکو که به سختی از مرگ می‌گریخت) در توطئه پیزا بوده‌است.

## سبک معماری
برخلاف تصور، کلیسای فلورانس کوچک‌ترین تشابهی به کلیسای گوتیک ندارد و بسیاری از مختصات سبک گوتیک در این کلیسا دیده نمی‌شوند: اثری از پشت بندهای معلق و پنجره‌های پر شکوه زیر گنبدی نیست و روی دیوارها فقط در نقاط پراکنده‌ای، پنجره‌های روزنه مانند کوچکی تعبیه شده‌اند. سطوح این ساختمان نیز به شیوهٔ قدیمی توسکان با طرح‌های هندسی مرمر نشان تزئین شده‌اند. کلیسای فلورانس به زمین چسبیده‌است و تمایلی به برجهیدن به ارتفاعات زیاد ندارد. تمام تاکیدها در اینجا بر عناصر افقی طرح گذاشته شده‌اند و کلیسا، محکم و با عظمت بر کرهٔ خاکی تکیه زده‌است. حدود حجم‌های سادهٔ هندسی، آشکارا مشخص شده‌است و تمایلی به در هم آمیختن با آسمان در آن‌ها دیده نمی‌شود. گنبد، با آنکه ممکن است به نظر برسد که به علت برش قوس جناغی اش رو به بالا سیر می‌کند، سایهٔ نیمرخِ تند و مسدودی دارد که آن را با تأکید هرچه بیشتری بر زمینهٔ آسمان آبی پشت سرش نقش می‌زند.
نمای کلیسای فلورانس تا سدهٔ نوزدهم تکمیل نشده بود و در این زمان که تکمیل شد، تفاوت بسیاری با آنچه در آغاز بود، پیدا کرد. واقعیت این است که معماران ایتالیایی چندان توجهی به نماهای کلیساهای خویش نداشتند و ده‌ها کلیسا تا به امروز ناتمام رها شده‌اند. یکی از دلایل این بی علاقگی ممکن است این باشد که نمای کلیسا در نزد معماران یاد شده بخش لاینفکی از ساختمان کلیسا به‌شمار نمی‌رفت بلکه آن را در حکم تیغه‌ای می‌دانستند که هر زمانی می‌توانند بر بافت اصلی ساختمان بیفزایند.

### طرح و ساختار

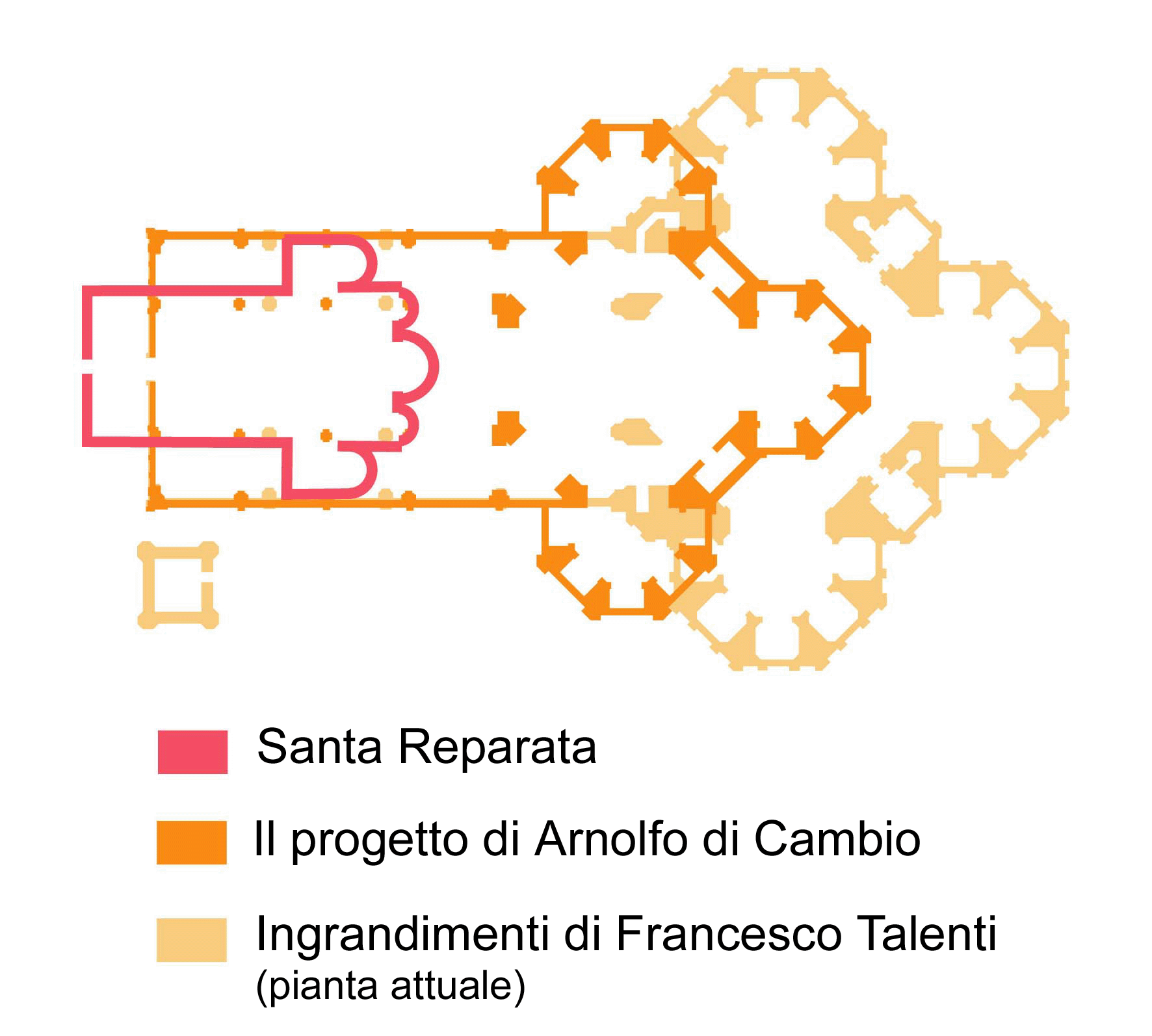
طرح و کلیسا با فازهای گسترش متنوع

کلیسای اعظم فلورانس به عنوان باسیلیکا ساخته شد، درحالیکه دارای شبستان مرکزی وسیعی با چهار قسمت مربعی بود، با یک راهرو در هر طرف. صدر کلیسا و ترنسپت‌ها با طرح‌های وجهی مشابه، با دو سرسرای چند وجهی کوچکتر جدا می‌شدند. کل طرح یک گذر لاتین را تشکیل می‌دهد. شبستان و راهروها توسط قوس‌های گوتیک قرار گرفته‌ای که روی ستون‌های ترکیبی قرار گرفته بودند، مجزا می‌شدند.
ابعاد ساختمان بسیار وسیع بود: طول ۱۵۳ متر (۵۰۲ فوت)، پهنا ۳۸ متر (۱۲۴ فوت)، پهنا در گذر ۹۰ متر (۲۹۵ فوت). ارتفاع قوس‌ها در راهروها ۲۳ متر (۷۵ فوت) می‌باشد. ارتفاع گنبد به ۱۱۴٫۵ متر می‌رسید.

### گنبد
با آغاز سده ۱۵، پس از صدسال از ساخت، ساختار هنوز گنبد نداشت. خصوصیات اصلی گنبد توسط آرنولفو دی کامبیو در ۱۲۹۶ طراحی شد. مدل آجری او، ۴٫۶ متر ارتفاع، ۹٫۲ متر طول، در کنار راهرو ساختمان تمام نشده قرار داشت، و خیلی قبل تر مقدس شده بود.
نیاز به گنبدی هشت وجهی بلندتر و پهن‌تر از هر نمونه دیگری بود که تا به حال ساخته شده بود، با هیچ شمع و پایه خارجی برای نگهداری آن از پخش و سقوط تحت وزن خود.
تعهد برای استفاده نکردن از شمع‌ها گوتیک سنتی در زمانی ایجاد شد که مدل برونلسکی در طول مسابقه از طرح جیوانی دی لاپه گینی می‌برد. این انتخاب معماری، در ۱۳۶۷، از نخستین رخدادهای رنسانس ایتالیایی بود، که هویتی خارق‌العاده را با روش گوتیک میانی و بازگشتی به گنبد مدیترانه‌ای کلاسیک ایجاد می‌کرد. معمارهای ایتالیایی شمع‌های در پرواز گوتیک را به عنوان چیزهای موقتی بسیار زشتی می‌پنداشتند. علاوه براین، استفاده از شمع در فلورانس ممنوع بود، چرا که روش توسط دشمنان سنتی ایتالیای مرکزی تا شمال مورد ترجیح بود. مدل نری یک گنبد داخلی بسیار بزرگ را توصیف کرده، که در راس خود باز بوده و به نور اجازه عبور می‌دهد، مانند پانتون رومی، اما در پوسته نازک‌تر خارجی بسته می‌باشد، که نسبتاً با گنبد داخلی حمایت می‌شود، تا از آب و هوا جلوگیری نماید. قرار بود روی یک محفظه هشت وجهی غیر شمع خورده قرار گیرد. گنبد نری نیاز به یک مانع داخلی در برابر پخش شدگی (فشارهای دوار) داشت، ولی موردی تا اینجا طراحی نشده بود.

گنبد که از برج مناره گیوتو دیده می‌شود.
ساختمان با چنین گنبد سنگ‌تراشی مشکلات تکنیکی زیادی را ایجاد می‌کرد.

برونلسکی نگاهی به گنبد عظیم پانتون در رم برای راه حل‌ها انداخت. گنبد پانتون یک تک پوسته از بتون بود، فرمولی که مدت‌ها به فراموشی سپرده شده بود. یک قالب چوبی از افتادن گنبد پانتون جلوگیری می‌کرد درحالیکه بتون آن ثابت می‌شد، اما برای ارتفاع و پهنای گنبد طراحی شده توسط نری، که با ۵۲ متر بالای کف و گستردگی ۴۴ متر شروع می‌شد، الوار کافی در توسکانی وجود نداشت تا قالب و داربست‌سازی را ایجاد نماید.
برونلسکی انتخاب کرد که چنین طرحی را انتخاب و یک هسته دوگانه را به کاربندد، که از سنگ‌های شنی و مرمر ساخته شده‌است. برونلسکی گنبد را باید با آجر می‌ساخت، به سبب وزن کم در مقایسه با سنگ و شکل‌گیری آسان‌تر، و با هیچ چیز زیر آن در طول ساخت. برای توصیف طرح ساختاری ارائه شده خود، او یک مدل آجری و چوبی را با کمک داناتلو و نانی دی بانکو ساخت، یک مدل که هنوز در موسیو دل اپرا دل دومو نمایش داده می‌شود. مدل به عنوان راهنمایی برای هنرمندان خدمت می‌کرد، اما از قصد کامل نبود، تا از کنترل برونلسکی در طول ساخت تضمین حاصل کند.
راه حل برونلسکی بسیار زیرکانه بود. مشکل پخش شدن به وسیلهٔ یک مجموعه از چهار زنجیر آهنی و سنگ افقی داخلی حل شد، که به عنوان حلقه‌های بشکه عمل می‌کردند، که درون گنبد داخلی کارگذاشته بودند: یکی در راس، یکی در انتها، با دو مورد باقی‌مانده که در نهایت بین آن‌ها قرارگرفتند. یک زنجیر پنجم، که از چوب ساخته شده بود، نسبتاً به جای گرد هشت وجهی بود، یک زنجیر ساده، درحالی که گنبد را مانند یک حلقه بشکه می‌فشرد، تمام فشار آن را روی هشت گوشه از گنبد می‌انداخت. زنجیرها نیاز بودند که هشت وجهی‌های مستحکمی و سختی باشند تا شکل خود را حفظ کرده تا جاییکه گنبد را از شکل خود در طول نگهداری خارج نمی‌ساختند.

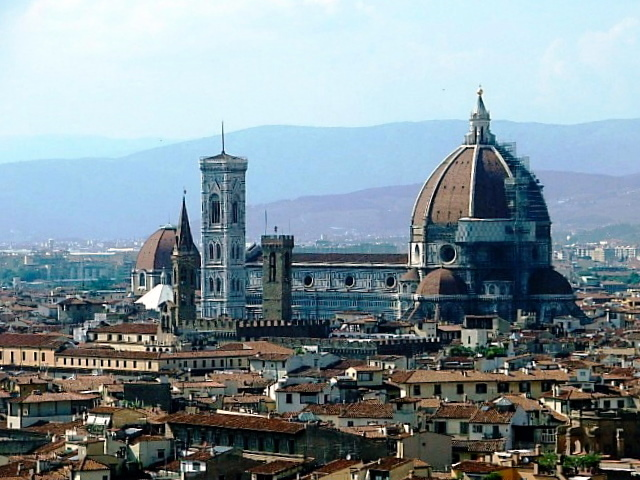
دومو که از ارتفاعات Piazzale Michelangelo نظاره می‌شود

هر یک از زنجیرهای سنگی برونلسکی مانند یک مسیر راه‌آهن هشت وجهی با ریل‌های موازی و ارتباطات میانی ساخته شده بودند، همگی از تیرهای ستونی ۴۳ سانتی‌متری در قطر و هیچ‌یک از بیش از ۲٫۳ متر طول نبود. ریل‌ها با تکه‌های آهن گداخته در انتهای هم متصل می‌شدند. ارتباطات میانی از یکدیگر باز شده و سپس با آجرها و ملات ساج گنبد داخلی پوشانیده می‌شدند. ارتباطات میانی زنجیره انتهایی می‌توانست از محفظه در مبنای گنبد بیرون زده دیده شود. دیگر موارد مخفی بودند. هر یک از زنجیرها به نحوی حمایت می‌شدند که با یک زنجیر آهنی استاندارد ساخته شده از اتصالات میان متصل تقویت شده باشند، اما یک ارزیابی مغناطیسی که در دهه ۱۹۷۰ انجام شد از شناسایی هر گونه زنجیر آهنی بازماند، که اگر آن‌ها وجود داشتند کاملاً در عمق دیوارهای سنگی ضخیم قرارداده شده بودند. برونلسکی همچنین مجموعه ضلع‌های عمودی را در گوشه‌های هشت وجهی قرار داد، و آن‌ها را در جهت نقطه مرکز منحنی ساخت. ضلع‌ها، ۴ متر عمق، با ۱۶ ضلع مخفی که از مرکز آغاز می‌شدند حمایت می‌شدند. ضلع‌ها دارای شکاف‌هایی بودند تا ستون‌هایی را داشته باشند که پلت فورم را حمایت می‌کردند، بنابراین به کار اجازه می‌داد به سمت بالا پیشرفت کند بدون اینکه نیازی به داربست‌سازی باشد.
در یک گنبد سنگی مدور، مانند مورد ایاصوفیه در استانبول، می‌تواند بدون حمایت ساخته شود، که مرکز گرایی نامیده می‌شود، چرا که هر یک از مسیرهای آجر یک قوس افقی می‌باشد که در برابر فشار مقاومت می‌کند.
در فلورانس، گنبد داخلی هشت وجهی به اندازه کافی ضخیم بود تا یک گردش تصوری در هر یک از سطوح آن قرارگیرد. یک خصوصیت، که در نهایت گنبد را نگاه می‌داشت، اما نمی‌توانست آجر هارا در جای خود در حالی نگاه دارد که ملات هنوز خیس بود. برونلسکی از یک الگوی آجری طرح چپ و راست بری انتقال وزن آجرهای به تازگی گذاشته شده به نزدیک‌ترین ضلع عمودی از گنبد غیر مدور استفاده کرد.

دومو

گنبد بیرونی به اندازه کافی ضخیم نبود تا حاوی دوایر افقی نهادینه شده باشد، که تنها ۶۰ سانتی‌متر در مبنا و ۳۰ سانتی‌متر در راس ضخامت داشتند. برای ایجاد چنین گردش‌هایی، برونلسکی گنبد خارجی را در داخل گوشه‌هایش در نه ارتفاع مختلف ضخیم‌تر ساخت، که نه حلقه‌های سنگی را ایجاد می‌کنند، که می‌توانند امروزه از فضای میان دو گنبد دیده شوند. برای مقابله با فشار حلقه، گنبد بیرونی کاملاً بر اتصالات خود با حلقه داخلی در مبنای آن اتکا داشت؛ هیچ زنجیر قرار گرفته شده را در برنداشت.
یک فهم مدرن از قوانین فیزیکی و ابزارهای ریاضیاتی برای محاسبه فشارها سده‌ها در آینده بود. برونلسکی مانند همه سازندگان کلیساهای اصلی، باید به غریزه و اینکه آیا او می‌توانست از مدل‌های مقیاس بزرگی که می‌سازد فرا گیرد، اعتماد می‌کرد.
برای بلند کردن ۳۷۰۰۰ تن از مواد، شامل ۴ میلیون آجر، او ماشین‌های بالابر و لیویسونز (وسیله‌ای برای حمل سنگ) را برای بلند کردن سنگ‌های بزرگ اختراع کرد. این ماشین‌ها با طراحی مخصوص و ابتداعات ساختاری او سهم اصلی او در معماری می‌باشند. اگر چه او یک طرح هنری را اجرا می‌کرد که نیم سده زود تر ایجاد شده بود، نام او می‌باشد، به نسبت نام نری که به صورت متداول با گنبد در ارتباط است.
توانایی برونلسکی برای تاج‌گذاری گنبد با یک فانوس مورد سؤال قرار گرفت و او باید رقابت دیگری را متحمل می‌شد، حتی اگر چه مشهود بود که او روی طراحی برای یک فانوس برای قسمت زیری گنبد مدت هاست کار می‌کند. شواهد در انحناها مورد مشاهده هستند، که شیب دار تر از مدل اصلی ساخته شده‌اند. او در میان رقبای خود لورنزو گیبرتی و آنتونیو کیا چرد برنده اعلام شد. طراحی او (هم‌اکنون در موزه اپرا دل دومو نمایش داده می‌شود) برای یک فانوس هشت وجهی با هشت شمع تابشی و هشت پنجره کاملاً قوسی بود. ساخت فانوس چند ماه قبل از مرگ او در ۱۴۴۶ شروع شد. سپس برای ۱۵ سال، پیشرفت کمی ممکن بود، به سبب جایگزین‌ها توسط چندین معمار. فانوس در نهایت توسط دوست برونلسکی، میچلوزو در ۱۴۶۱ کامل شد. سقف مخروطی با یک صلیب و توپ مسی درخشان، تاج‌گذاری شده بود که شامل نمادهای مقدس از وروچیو در ۱۴۶۹ می‌شد. این مطلب ارتفاع کلی گنبد و فانوس را تا ۱۱۴٫۵ متر بالا می‌برد. این توپ مسی با صاعقه در ۱۷ ژوئیه ۱۶۰۰ مورد ضربه قرار گرفت و افتاد. این توپ یا یک نمونه حتی بزرگتر دو سال بعد جایگزین شد.

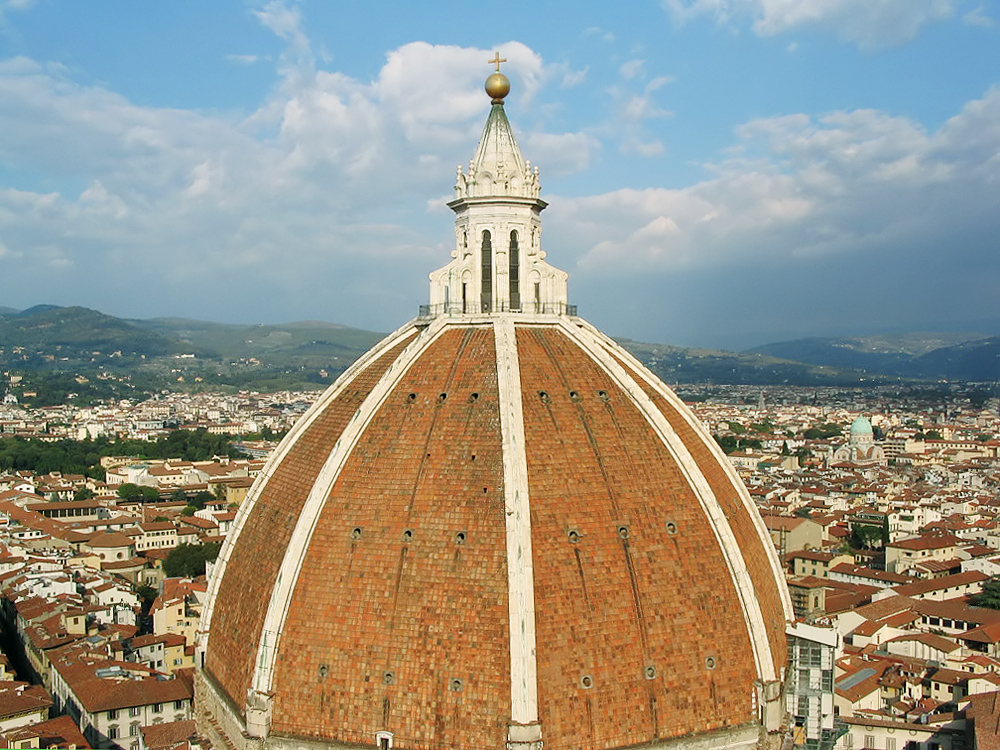
گنبد

کمیسیون برای این توپ برنزی (بالای فانوس) به مجسمه تراش آندرا دل ورو چیو رسید، کسی که در مغازه اش در این زمان یک شاگرد با نام لئوناردو داوینجی کار می‌کرد. درحالی با ماشین‌های فیلیپو مشهور شده بود، که وروچیو سابقاً توپ را با آن بالا برده بود، لئوناردو داوینجی یک سری از طرح‌هایی را از آنان ایجاد کرد و به عنوان نتیجه، معمولاً برای ابداعاتشان اعتبار دریافت می‌کردند.
لئوناردو ممکن است همچنین در طراحی توپ برنزی نیز شرکت کرده باشد، همان‌طور که دست نوشته پاریس بیان کرده، به یاد بیاور راهی را که توپ سانتا ماریا دل فیوره را لحیم کردیم.
یک تندیس بزرگ از برونلسکی هم‌اکنون درپالازو دل کانونیکی در پیزا دل دومو واقع شده که کاملاً به سمت بزرگ‌ترین دست‌آورد خود نگاه می‌کند، گنبد که برای همیشه بر منظره فلورانس غلبه خواهد داشت. هنوز بزرگ‌ترین گنبد سنگی در جهان می‌باشد.
ایجاد کلیسای اصلی در ۱۲۹۶ با طراحی آرنولفو دی کامبیو آغاز و در ۱۴۶۹ با قرار دادن توپ مسی وروچیو بر فراز فانوس پایان یافت. اما ظاهر هنوز ناتمام بود و تا سده ۱۹ نیز به همین منوال گذشت.

### نما

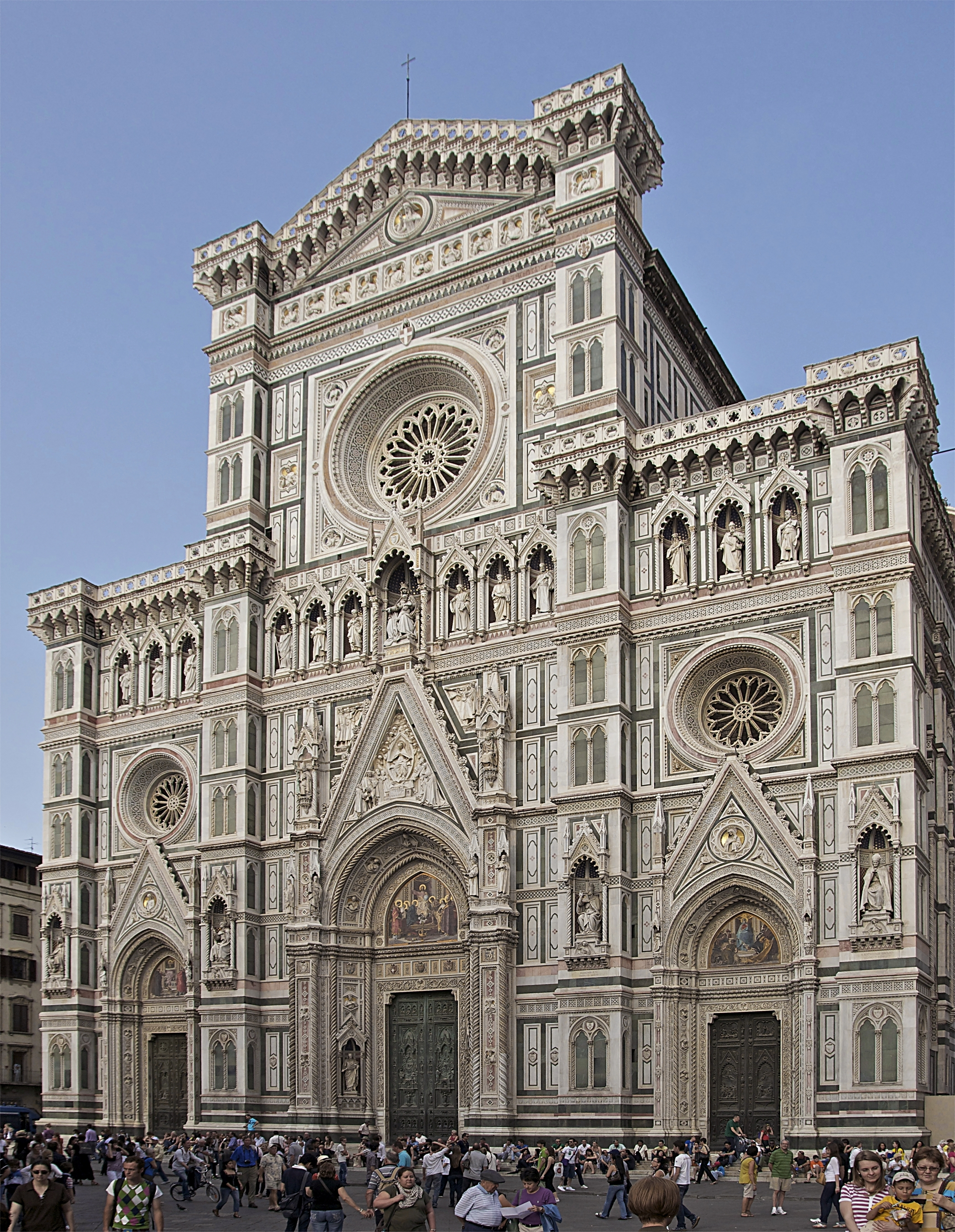
نما

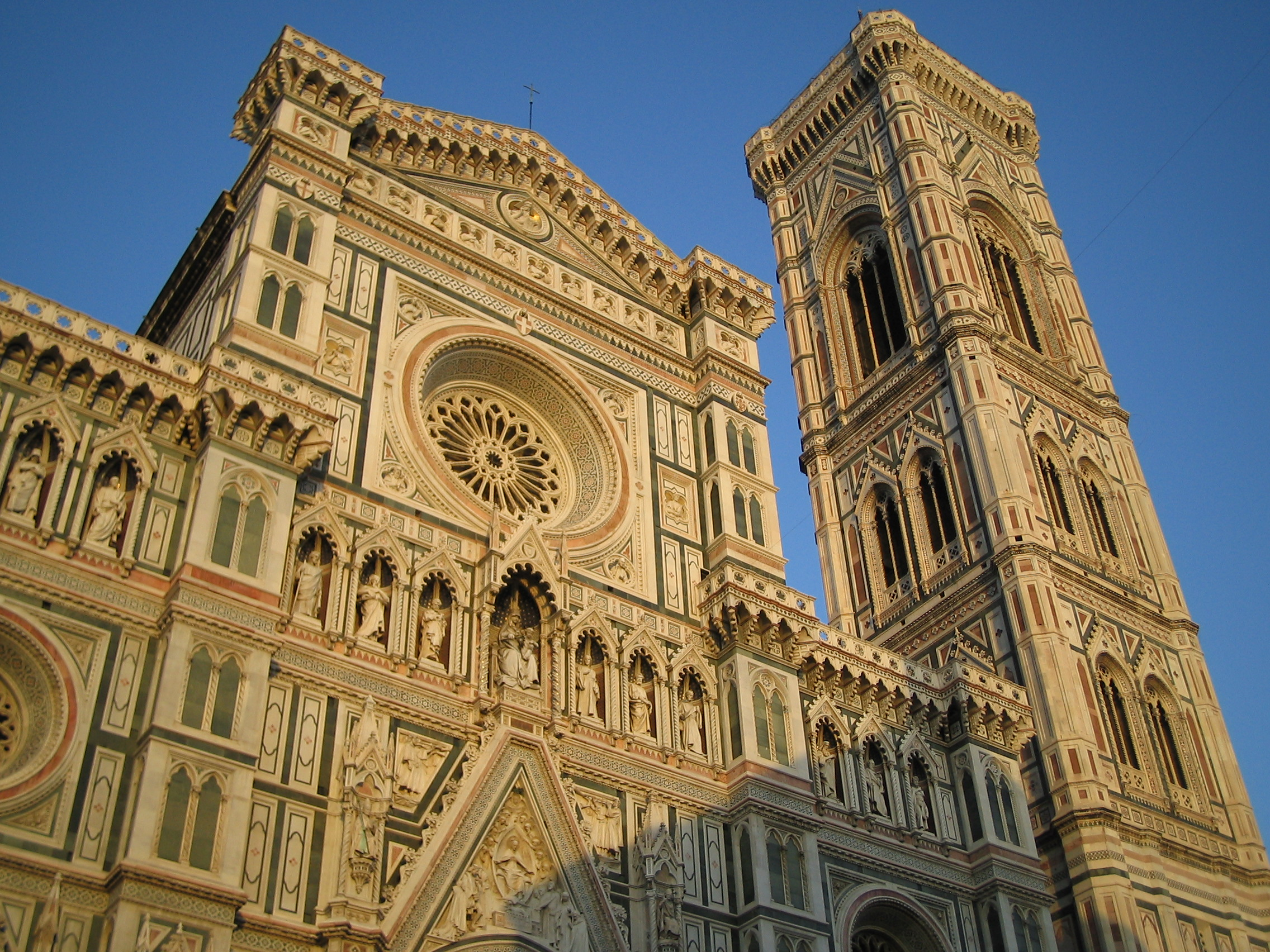
نمای کلیسای اصلی

نمای اصلی، که توسط آرنولفو دی کامبیو طراحی شد و معمولاً به گیوتو منتسب می‌شود، در واقع بیست سال بعد از مرگ گیوتو آغاز شد. یک طراحی قلم و جوهر مربوط به اواسط سده پانزدهم از این نمای گیوتو مشهور در کودکس روستیکی، و در طراحی برناردینو پوسیتی در ۱۵۸۷ مشهود است، هر دو در موزه اپرا دل دومو نمایش داده می‌شوند. این ظاهر کار اشتراکی چندین هنرمند بوده که درمیان آن‌ها آندرااورکاگنا و تادئو گادی قرار دارند. این نمای اصلی در تنها قسمت‌های پایینی خود کامل شد و سپس ناتمام رها شد.
در ۱۵۸۷ تا ۱۵۸۸ توسط معمار دادگاه مدیچی، برناردو بونتا لنتی پیاده شد، که توسط گرند دوک فرانسیسکو یکم د مدیچی مورد دستور بود، درحالیکه کاملاً خارج از مد زمان رنسانس به نظر می‌رسید. برخی از مجسمه‌های اصلی در موزه اپرا دل دومو در حال نمایش می‌باشند، در پشت کلیسای اصلی. دیگر موارد هم‌اکنون در موزه برلین و در لوور هستند. رقابت برای نمای جدید به یک تهمت فساد بزرگ بدل شد. مدل چوبی برای نما برناردو بونتا لنتی در موزه اپرا دل دومو در نمایش می‌باشد. چند طراحی جدید در سال‌های بعد ارائه شد، اما مدل‌ها قابل قبول نبودند. نما سپس تا سده ۱۹ خالی باقی ماند.

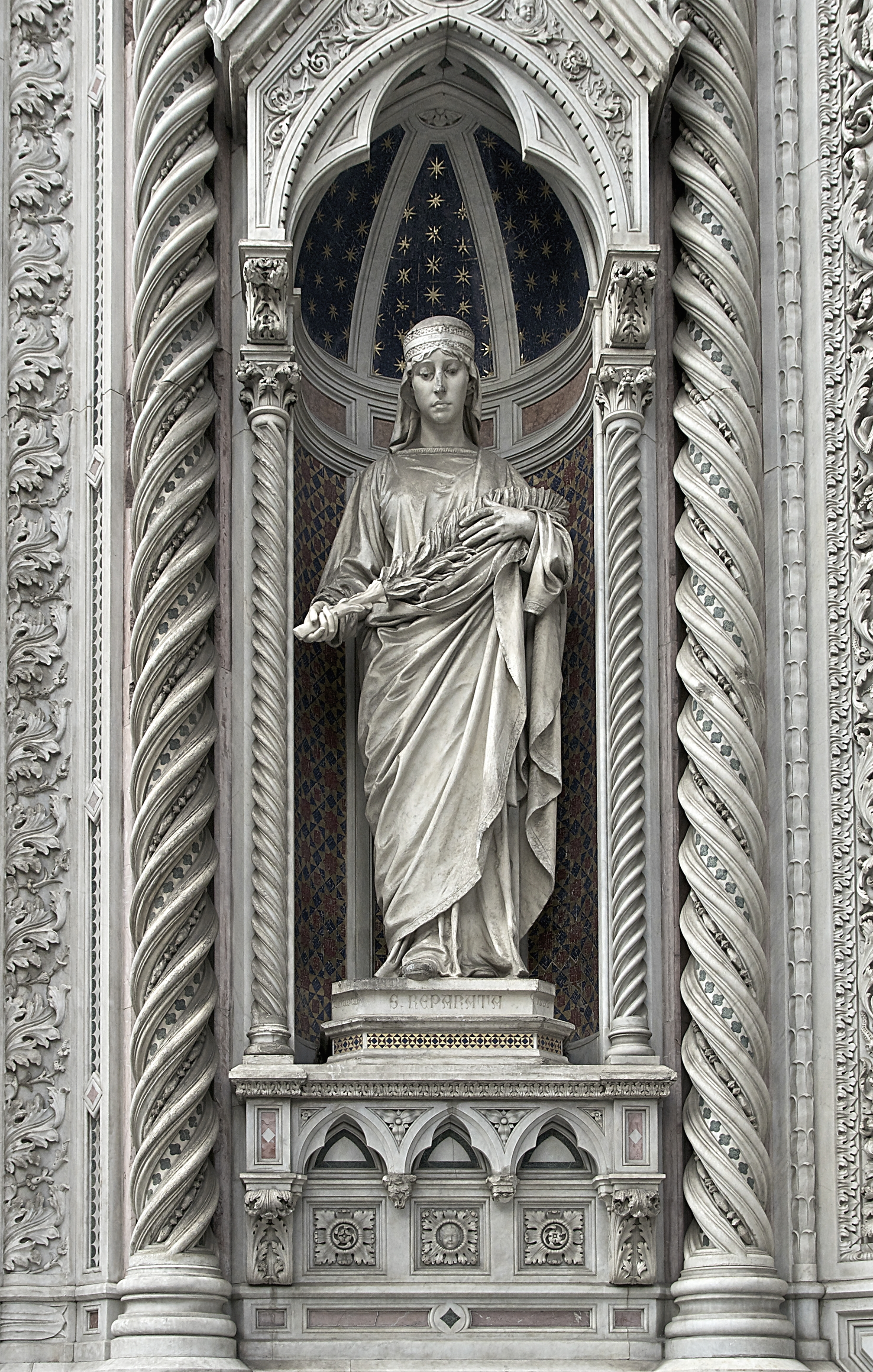
راه اصلی توسط Augusto Passaglia.
تندیس سینت ریپاراتا، کسی که کلیسای قبلی به او اختصاص یافت، در وروی اصلی

در ۱۸۶۴، یک مسابقه که برای طراحی نمای جدید انجام شد امیلیو دی فابریس در ۱۸۷۱ برنده شد. کار در ۱۸۷۶ شروع شد و در ۱۸۸۷ پایان یافت. این نمای نئو-گوتیک در مرمرهای سفید، سبز و قرمز یک هویت هارمونیک را با کلیسا می‌ساخت، برج ناقوس گیوتو و تعمید گاه، اما برخی فکر می‌کردند خیلی زیاد دارای دکور می‌باشد.
کل نما به مادر مسیح وقف شد.

## گنبد کلیسای فلورانس

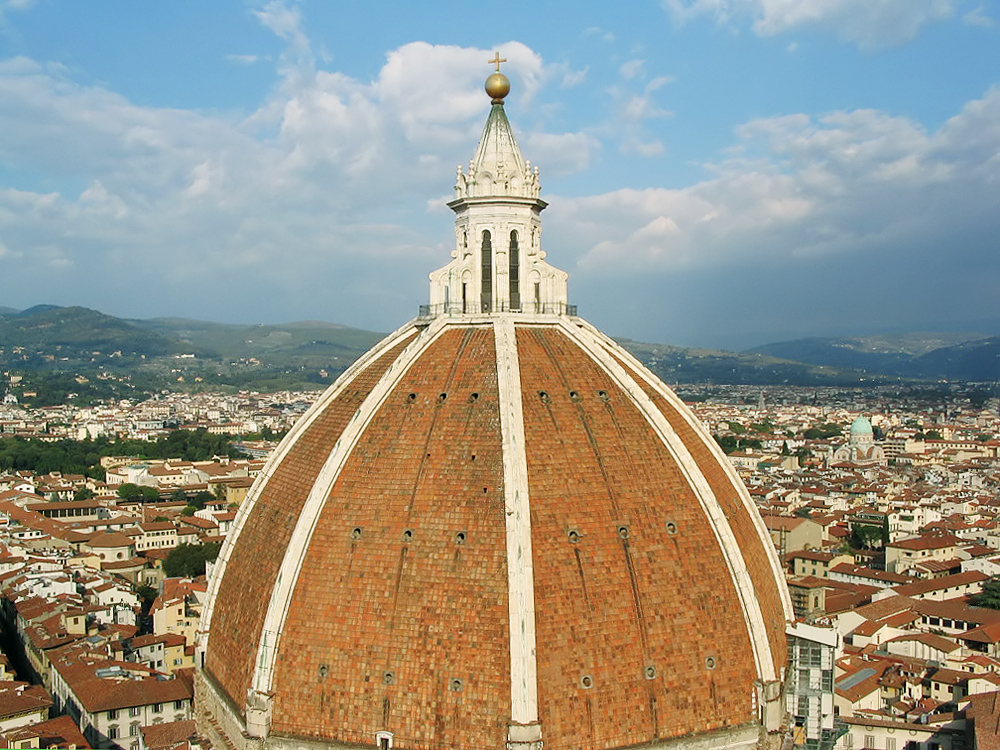

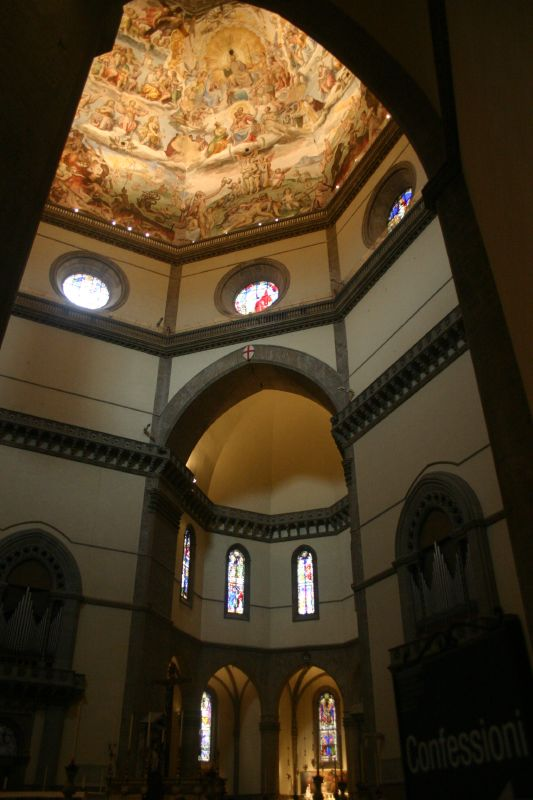

گنبد کلیسای فلورانس گنبدی است که در سال ۱۴۳۶ میلادی بدستان معمار بزرگ ایتالیایی فیلیپو برونلسکی (Filippo Brunelleschi) بر روی کلیسای جامع فلورانس ساخته گردید. فیلیپو برونلسکی یکی از رقیبان ناکام در مسابقه برای ساختن درهای تعمیدگاه کلیسای فلورانس در سال ۱۴۰۱ بود. وی زرگر بود ولی توانایی اش در پیکره تراشی بر همگان مشخص بود. طبق گفتهٔ " مانتی " - زندگی‌نامه‌نویس او -، برونلسکی به علت شکست در مسابقه برای ساختن درهای تعمید گاه به معماری روی آورد و علاقه اش به معماری در اثر سفرهای پیاپی به رُم تشدید شد و او را شیفتهٔ ویرانه‌های بازمانده از روم باستان ساخت. آشنایی برونلسکی با اصول ساختمان‌سازی رومی، به اضافهٔ ذهن تحلیلی و مبتکرش، حل مسئله‌ای مهندسی را که هیچ انسان دیگری در سدهٔ پانزدهم نمی‌توانست از عهده اش برآید، برای وی ممکن ساخت؛ و آن طراحی و ساخت گنبدی برای مربع تقاطع عظیم کلیسای ناتمام فلورانس بود.
مسئله ساخت گنبد تا حدودی گمراه‌کننده بود زیرا فضایی که می‌بایست زیر گنبد قرار می‌گرفت، ۴۲ متر پهنا داشت و این به قدری زیاد بود که ساختن گنبد را به شیوهٔ سنتی چوب بست زنی از داخل و پیدا کردن نقطهٔ مرکزی، غیرممکن می‌کرد.
برونلسکی با نبوغی استثنایی، نه فقط روش‌های سنتی ساختمان‌سازی را کنار گذارد و روش‌های نوینی ابداع کرد، بلکه بسیاری از دستگاه‌های مکانیکی لازم برای کار را نیز اختراع کرد.
با آن که او خود ممکن است شکل نیمکره وار گنبدهای رومی را ترجیح داده باشد، مرکز گنبد را بالا برد و آن را به گِرد یک مقطع تیزه دار طراحی کرد. این مقطع ذاتاً محکم است زیرا از شدت پیشرانهٔ بیرونی گرداگرد قاعدهٔ گنبد می‌کاهد. برونلسکی برای به حداقل رساندن وزن ساختمان، یک پوستهٔ دو لایهٔ نسبتاً نازک (نخستین بار در تاریخ) به گِرد استخوان بندی بیست و چهار رگه‌ای آن که هشت رگهٔ بزرگش از بیرون دیده می‌شوند، طراحی کرد. در پایان، به شیوهٔ تقریباً خارق‌العاده، رأس گنبد را با فانوسی سنگین (که مطابق طرح او ولی پس از مرگش ساخته شد) مهار کرد. این فانوس، با آن که بر سنگینی گنبد می‌افزاید، به طرز شگفت‌انگیزی باعث تحکیم کل ساختمان می‌شود، زیرا بدون فشار حاصل از سنگینی آن، رگه‌ها به از هم گسیختن و دور شدن از نقطهٔ مرکزی متمایل بودند.
اگرچه گنبد کلیسای فلورانس برجسته‌ترین دستاورد برونلسکی است و اگرچه او با اسلوبهای معماری رومیان آشنا بود و آن‌ها را می‌ستود، حل این مسئله بسیار حاد ساختمانی توسط نخستین معمار و استاد مسلم عصر رنسانس اساساً به کمک اصول معماری گوتیک میسر شد. بدین ترتیب، گنبد مزبور، حقیقتاً بیانگر سبک معماری خود برونلسکی نیست. این سبک نخستین بار در ساختمانی به چشم خورد که کمی بیش از برنده شدن برونلسکی در مسابقهٔ ساختمان گنبد، توسط وی ساخته شد: بیمارستان کودکان سر راهی در فلورانس
خود فیلیپو برونلسکی در همین کلیسا دفن است.

## برج ناقوس کلیسای فلورانس
برج ناقوس کلیسای فلورانس در سال ۱۲۳۴ توسط جوتوی نقاش (جوتو دی بوندونه) طراحی شد (با مختصر تغییراتی پس از مرگش تکمیل شد)، به شیوهٔ ایتالیایی، جدا از کلیسا قرار گرفته‌است. به بیان درست‌تر برج مزبور می‌توانست در هر جای فلورانس قرار گیرد بی‌آنکه پرت به نظر برسد؛ این برج از پایه مستقل است.
برجی که جوتو طراحی کرده، با تقسیم‌بندی ظریفی به چندین طبقه مکعب وار تقسیم شده‌است و مجموعه‌ای از بخش‌های کاملاً مجزا به‌شمار می‌رود. این برج را نه فقط می‌توان بی‌آنکه نتایج ناگواری به بار آورد از پیکر اصلی کلیسا جدا ساخت، بلکه به نظر می‌رسد هر یک از بخش‌های سازندهٔ آن که با برجسته کاری‌های پیوسته و ناگسسته‌ای از یکدیگر جدا شده‌اند و می‌توانند به عنوان شیئی با جذابیت فوق العادهٔ هنری به حیات مستمرّ و مستقل خویش ادامه دهند.
این گونه بلوک بندی، یادآور معماری رومانسک و در همان حال پیش‌درآمدی بر کمال مطلوب معماری رنسانس است، که می‌کوشید خود را در تناسبهای روشن و منطقی اجزای سازندهٔ ساختمان بیان کند و هدفش آفریدن آثاری بود که مستقل باشند و بتوانند بدون وابستگی به آثار دیگر به حیات خویش ادامه دهند.
برج ناقوس جوتو در مقایسه با برج کلیساهای شمال اروپا، حالتی سرد و منطقی دارد که عقل آدمی را بیش از عواطفش به خود جلب می‌کند.
شایان ذکر است که این معمار در ایجاد این گنبد تحت تأثیر معماری گنبد سلطانیه (دوره ایلخانی) قرار گرفته‌است.